# 亞歷山大車身公司
亞歷山大車身公司（英語：Walter Alexander Coachbuilders）是英國蘇格蘭福尔柯克一間巴士車身製造廠，專門生產巴士車身。

## 簡介
亞歷山大公司是於1913年由亞歷山大家族創立。當時公司英文全名為W. Alexander & Sons Limited。1929年，亞歷山大公司被Scottish Motor Traction（SMT）收購，但繼續由亞歷山大家族控制。
1948年，SMT的巴士運作被國有化並成為蘇格蘭巴士集團（Scottish Bus Group）一部分，而亞歷山大車身公司則宣告獨立，英文全名改稱Walter Alexander & Co (Coachbuilders) Limited。
1969年，亞歷山大車身公司收購位於北愛爾蘭的車身製造廠Potters，並把它改稱Walter Alexander & Co (Belfast) Limited。1975年，亞歷山大車身公司首度進軍海外市場，為香港中華巴士公司的艾莎富豪B55裝配車身。
1990年，亞歷山大家族將亞歷山大車身公司出售予Spotlaunch。1992年再出售予公司管理層，1995年再出售予Mayflower Corporation。
2001年，亞歷山大公司併入由Mayflower集團同Henlys集團合資的TransBus，後來TransBus又於2004年改組為亞歷山大丹尼士，現為亞歷山大丹尼士的車身工場。